# 藤巴亮麗鯛
藤巴亮麗鯛，為輻鰭魚綱鱸形目隆頭魚亞目慈鯛科的其中一種，被IUCN列為瀕危保育類動物，分布於非洲剛果河及Tumba湖流域，體長可達9公分，棲息在中底層水域，生活習性不明。